# Forêt de Pagodes du Temple Shaolin
La forêt de Pagodes du Temple Shaolin (chinois : 少林寺塔林 ; pinyin : shàolín sì tǎlín) fait référence à un ensemble de 246 pagodes de pierre et de brique (temples et lieu sacrés) construites dans la province du Henan, en Chine, dès 791 durant la Dynastie Tang et tout au long des dynasties Song, Yuan, Ming, et Qing.

## Localisation
Cimetière dédié aux hauts moines du temple de Shaolin, la forêt de Pagodes à Shaolin se situe au pied de la Montagne Shaoshi (qui fait partie du Mont Song), dans la ville-district de Dengfeng, dans la ville-préfecture de Zhengzhou, capitale de la province du Henan, en République populaire de Chine, et est l'une des plus grandes forêts de pagodes en Chine. 
Elle se situe à environ 300 mètres à l’ouest du Temple Shaolin.
La quasi-intégralité des 246 pagodes se situe dans la forêt, à l'exception notable de 18 d'entre elles, dispersées dans les environs. Deux sont situées à l'intérieur du temple même, du côté ouest, mais ne sont pas accessibles aux visiteurs.

## Description

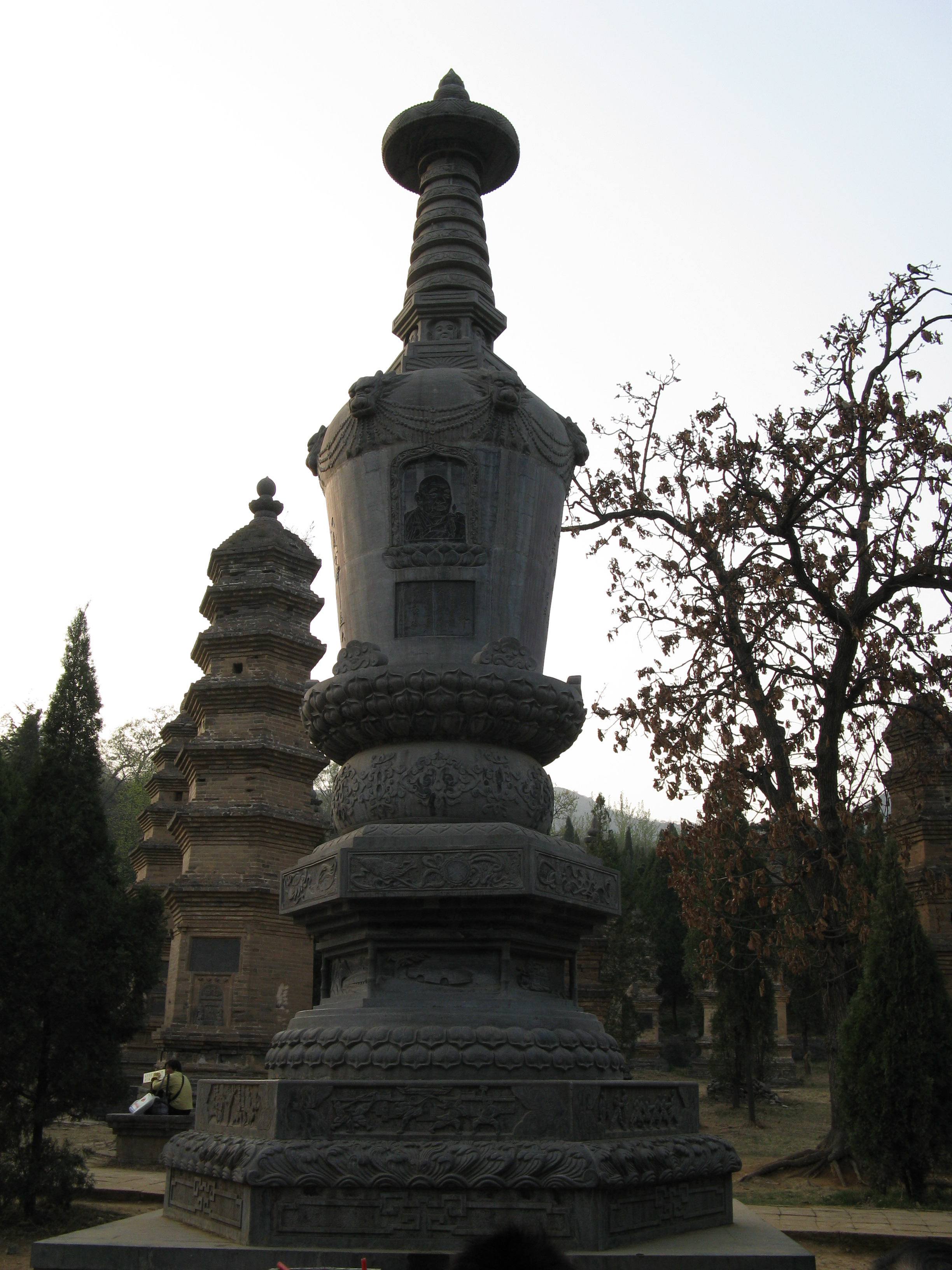
Pagode en forme de vase.

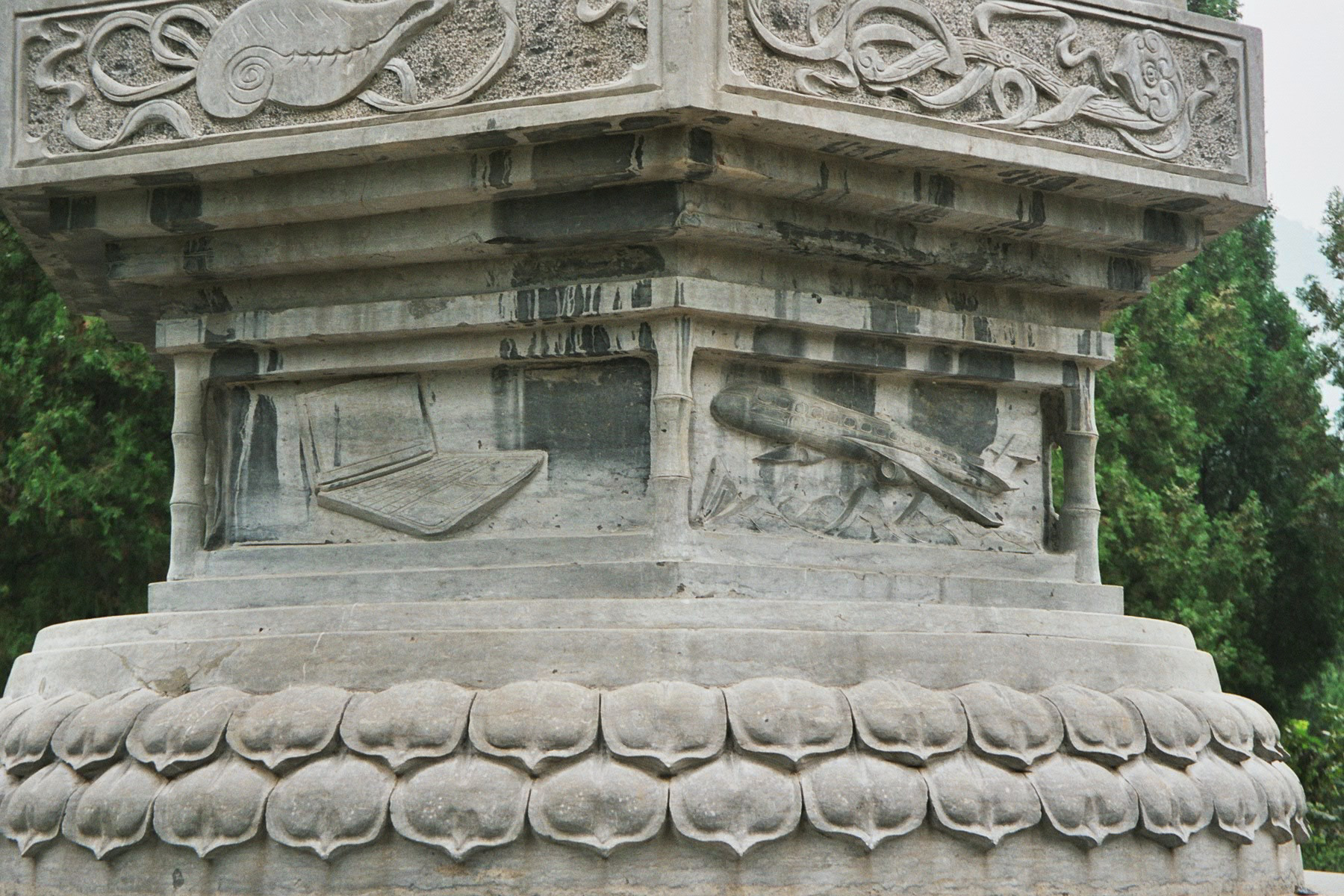
Détail de la Pagode la plus récente, avec l'avion de ligne et l'ordinateur portable sculptés.

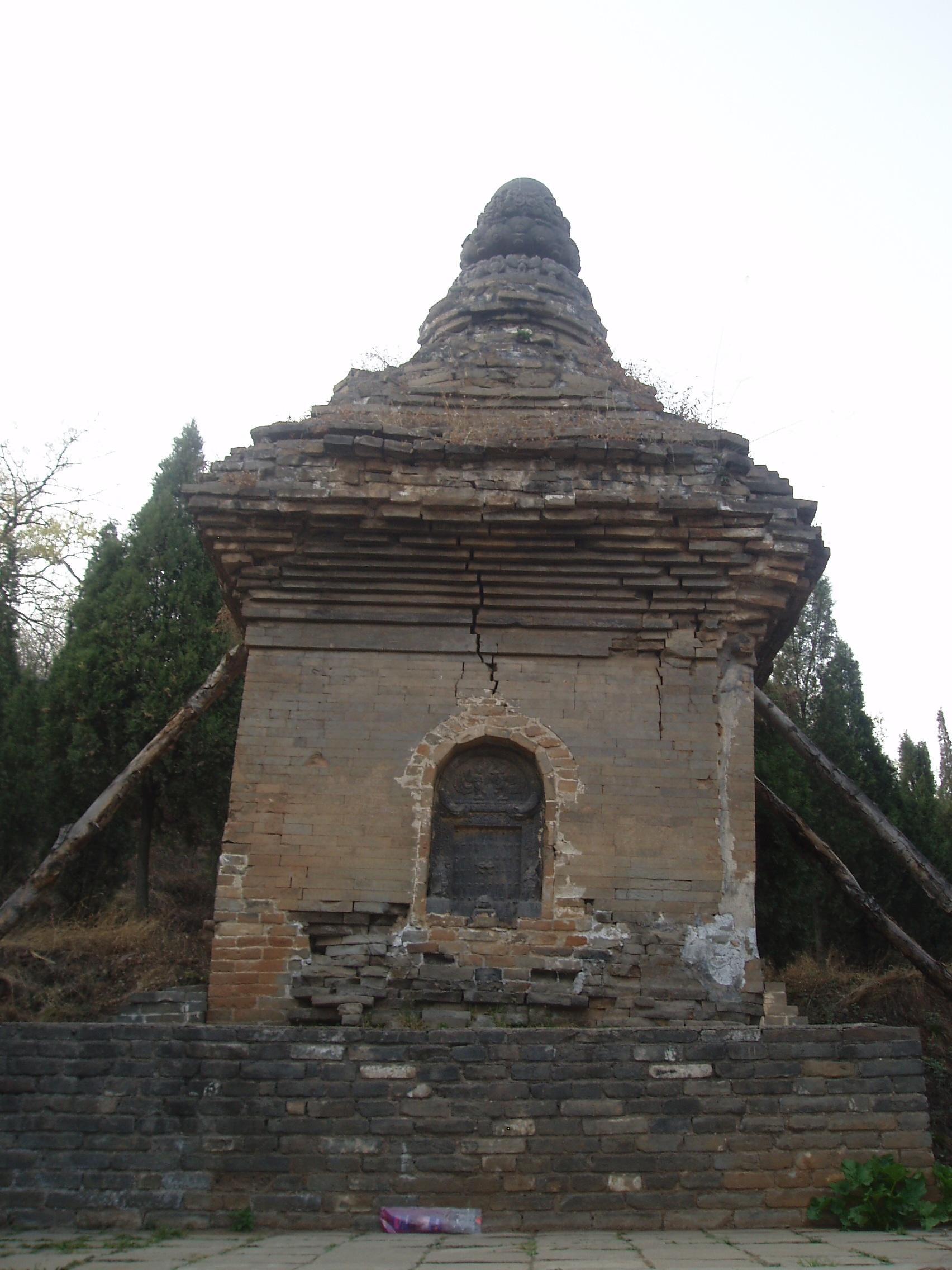
Pagode à un étage de base carrée.

La forêt de Pagodes est en fait un vaste cimetière s'étendant sur 14 000 m2, les pagodes contenant les cendres des moines les plus importants du temple, de par leurs rangs, statuts ou prestiges. La grande majorité des pagodes ont été érigées en l'honneur d'individus précis mais il s'en trouve aussi quelques-unes construites en l'honneur de groupes ou d'ensemble d'individus, pouvant donc réunir les cendres de plusieurs moines.
La majorité de ces pagodes, hautes de un à sept étages, sont faites de briques ou de pierre et briques. Elles mesurent en moyenne près de quinze mètres (jamais plus, devant obligatoirement être plus petites que ne le sont les pagodes contenant des reliques de bouddhas). Elles ont pour particularité de raconter sur leurs côtés l'histoire du Temple Shaolin et des moines qu'elles honorent. On retrouve ainsi par exemple, dans la partie est de la « forêt », une épitaphe écrite par un moine japonais en pèlerinage au Temple Shaolin sur une pagode datant de 1339 ou encore, dans la partie ouest, une pagode dédiée à un moine indien édifiée en 1564, soit lors de la dynastie Ming.
Pour chaque pagode, la forme et la disposition dépendent de plusieurs facteurs dont notamment le statut du bouddhiste en l'honneur de qui elle fut construite, son prestige et ses contributions ainsi que la situation financière du temple au moment de la construction de la pagode. Le nombre d'étages des pagodes doit impérativement être impair et ne peut pas dépasser sept.
Les pagodes sont donc toutes différentes, leurs styles et décors variant aussi selon les dynasties sous lesquelles elles ont été construites et les styles architecturaux alors prévalents, certaines pouvant être de forme polygonale, cylindrique, octogonale, monolithique voir en forme de vase. La plus récente des pagodes, non loin de l'entrée, présente ainsi sculptés sur ses flancs des éléments du monde et de la technologie moderne: voiture, avion, train, ordinateur portable.
Presque toutes les pagodes portent l'année exacte de leur construction.
Jusque récemment, au début des années 2000, l'accès à la forêt de pagodes était entièrement libre. Malheureusement, les trop nombreuses dégradations commises par des visiteurs indélicats (certaines pagodes ont ainsi été cassées par des visiteurs les escaladant, des graffitis laissés sur d'autres) ont poussé les autorités à clôturer presque toute la zone afin de les protéger. Quelques chemins à travers la forêt permettent encore cependant d'en voir quelques-unes de près, des visites étant également organisées.

## Histoire

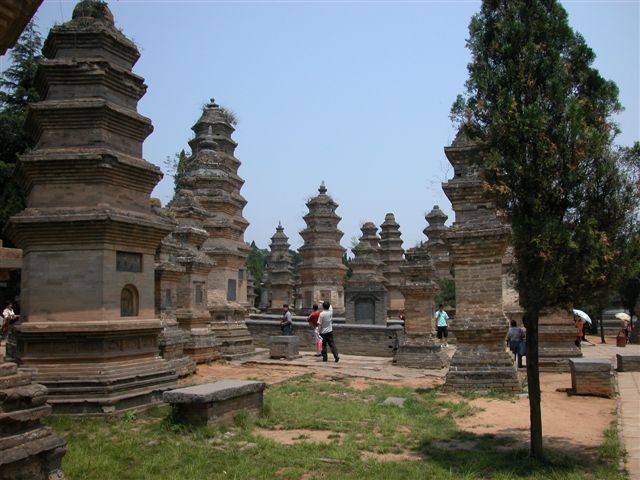
Vue large de la forêt de Pagodes.

La plus ancienne des pagodes, celle de Fawan, haute de huit mètres, fut construite en 791, sous la Dynastie Tang, la construction des pagodes s'étant étalée au cours des siècles, toujours sous la dynastie Tang pour les premières puis continuant sous les dynasties Song, Yuan, Ming, et Qing. Elles datent à peu près toutes de 791 à 1803, une nouvelle pagode située près de l'entrée ayant cependant été construite au début du XXIe siècle.
Des 246 pagodes présentent sur le site, 138 datent de la dynastie Ming, soit un peu plus de la moitié, 40 de la dynastie Yuan, 10 de la dynastie Qing, 6 de la dynastie Jin, seules quelques-unes n'ayant pas été formellement identifiées.
La pagode de Yugong, une pagode hexagonale à sept étages en briques située dans la partie centrale du site, marque la tombe de Fuyu, le plus célèbre abbé du temple Shaolin de la dynastie Yuan et le seul à qui fut conféré un titre posthume par l'empereur de toute l'histoire du temple Shaolin. Parmi les autres pagodes célèbres se trouvent celle de Rufeng construite lors de la dynastie Yuan (1206-1368) ou la pagode de Yugong érigée en 1287, toujours sous la dynastie Yuan.
Bien que près de 90 % des bâtiments originaux du temple de Shaolin aient été détruits par le général Shi Yousan en 1928 (les bâtiments actuels ont en fait été reconstruits), les pagodes originelles contenant les cendres des moines demeurèrent intactes. 
La forêt de pagodes a été officiellement déclarée Site Pittoresque National en 1996 par le gouvernement chinois.
Le monastère de Shaolin et la forêt de Pagodes sont tous deux inscrits au patrimoine mondial de l'UNESCO depuis 2010 comme parties des monuments historiques de Dengfeng.

## Dans la culture populaire
La forêt de pagodes a été utilisées comme décor dramatique dans de nombreuses œuvres, en particulier au cinéma, plus particulièrement dans les films de Kung Fu.
- Le Temple de Shaolin de Yen Chang-hsin, avec Jet Li dans le rôle principal,
- Shaolin de Benny Chan, avec Andy Lau dans le rôle principal.

## Voir aussi

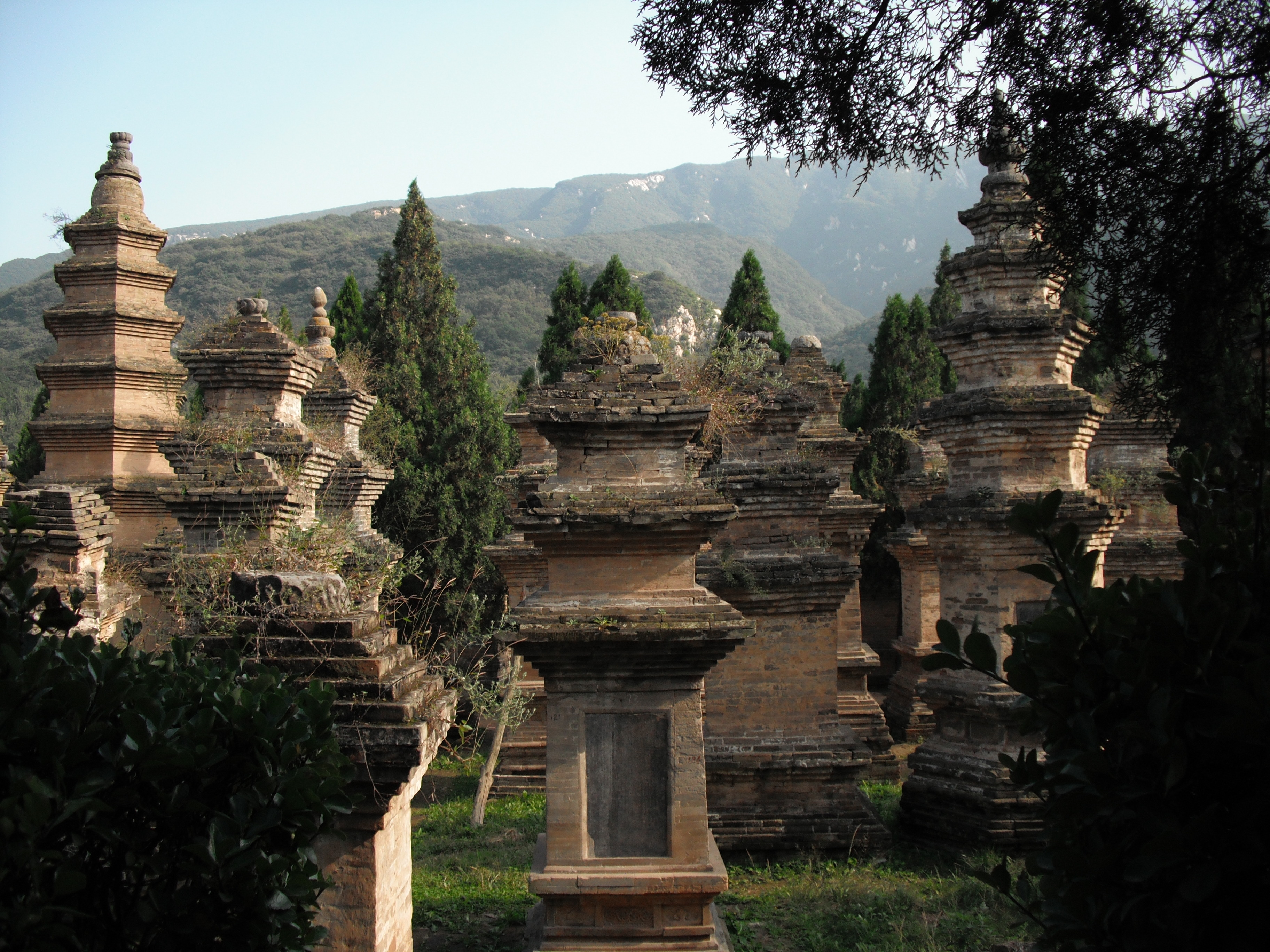
Forêt de Pagodes.